# Kreuzherrenorden von Bologna
Der Kreuzherrenorden von Bologna (Ordo Cruciferorum), auch italienische Kreuzherren genannt, war ein von Papst Alexander III. am 20. Dezember 1169 anerkannter Orden, dem die Augustinusregel befolgende Regularkanoniker angehörten. Der Orden betrieb Hospitäler, die den Armen und Kranken gewidmet waren. Das Mutterhaus war das Hospital Santa Maria di Morello in Bologna. Der Orden verbreitete sich in weitere europäische Länder, die jedoch weitgehend unabhängig waren. Nach Perioden des Niedergangs und vergeblicher Reformen hob Alexander VII. den Orden 1656 auf.

## Geschichte
Die Ursprünge des Ordens liegen im Dunkeln. Der Orden unternahm im 16. Jahrhundert den Versuch, die Ursprünge im antiken Jerusalem einzuordnen. Dies wird jedoch bezweifelt. Der Orden betrieb ein Heilig-Geist-Hospital in Akkon zu Zeiten der Kreuzfahrer, in dem möglicherweise auch der Ursprung des Ordens zu suchen ist. Belastbare Belege für die Existenz des Ordens gibt es erst um 1159, als Papst Alexander III. auf der Flucht vor der Verfolgung durch Friedrich I. mehrfach Unterschlupf bei den Häusern des Ordens fand. Als wieder Friede eingekehrt war, nutzte der Papst 1169 die Gelegenheit, den Orden und die Regel zu bestätigen.

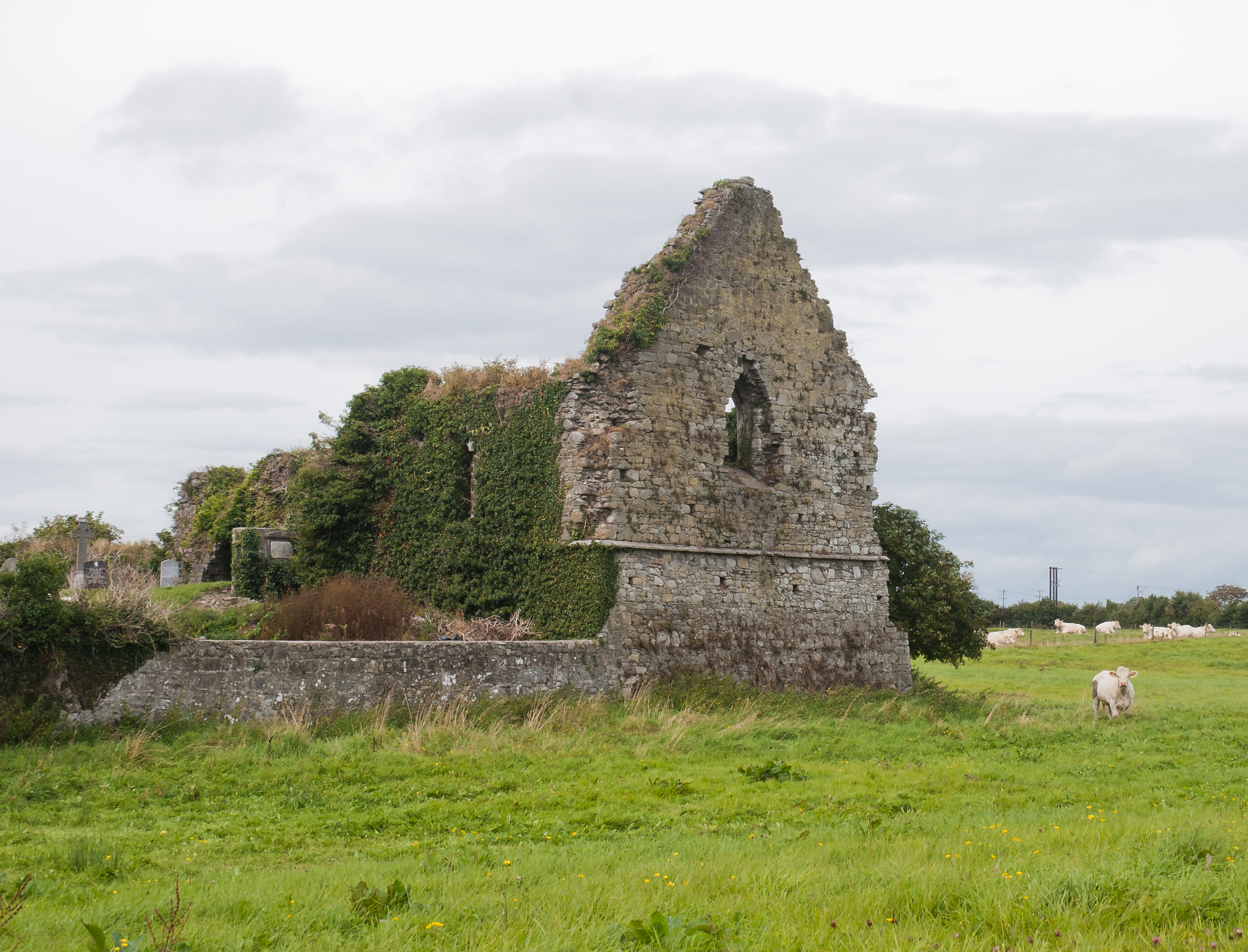
Ruine des um 1200 gegründeten Hospitals bei Nenagh in Irland

Sehr früh ergab sich eine Verbindung nach Irland, wo in Dublin ein Hospital mit augustinischen Regularkanonikern um 1180 gegründet wurde. Es bleibt unklar, ob dies von Anfang an der italienischen Kongregation verbunden war; es wird aber davon ausgegangen, dass dies spätestens 1216 für die dann insgesamt 15 Hospitäler in Irland der Fall war. Die irischen Häuser wurden allesamt spätestens durch die Reformation im 16. Jahrhundert aufgehoben. In England wurden ebenfalls drei Häuser gegründet, die mit den Italienern verbunden waren; die Mehrheit der augustinischen Hospitäler wurde jedoch ausgehend von dem Orden vom Heiligen Kreuz in den Niederlanden gegründet. In Italien verbreitete sich der Orden rasch, da auch die nachfolgenden Päpste ihn maßgeblich förderten. 1228 gehörten dem Orden in Italien bereits mindestens 55 Spitäler an, und in der Blütezeit wurde die Zahl von 208 Häusern erreicht. In Italien entstanden vier Ordensprovinzen. Neben dem Mutterhaus in Bologna waren dies Mailand (Santa Maria, später Santa Croce), Neapel (Santa Maria delle Vergini) und Venedig (Santa Maria di Crosechieri). Im Laufe des 12. und 13. Jahrhunderts kamen auch noch Gründungen in Zypern, Griechenland und Kreta hinzu.
Im Vergleich zu anderen Regularkanonikern gab es sehr strenge Regeln in Bezug auf Mahlzeiten und das Fasten. Der Habit war grau, und es war ständig ein eisernes Kreuz in der Hand zu tragen. Das Konzil von Mantua im Jahr 1459 führte für den Orden einen blauen Habit ein und silberne Kreuze. Dies wurde im Generalkapitel von 1462 bestätigt. Als Emblem dienten die drei Kreuze auf Golgota.
Zu diesem Zeitpunkt befand sich der Orden bereits im Niedergang. In Italien existierten im 15. Jahrhundert nur noch 50 Hospitäler des Ordens, die mit Verpfründungen und Kommendationen zu kämpfen hatten. Reformversuche der Päpste Pius II., Innozenz VIII. und Pius V. blieben ohne Erfolg. 1656 sah Alexander VII. kein Potential mehr für Reformen und hob den Orden und damit die in Italien verbliebenen Häuser auf.